# Franz Richard Reiter
Franz Richard Reiter (* 8. August 1952 in Wien; † 20. Mai 2025 ebendort) war ein österreichischer Herausgeber und Publizist.

## Leben
Franz Richard Reiter schloss das Musisch-Pädagogische Realgymnasium in der Kundmanngasse in Wien, auch Lehrerbildungsanstalt Kundmanngasse, mit der Matura ab. Er promovierte an der Universität Wien zum Doktor der Philosophie. Er absolvierte zahlreiche Fortbildungen, u. a. zum Schauspieler bei Dorothea Neff.
Reiter arbeitete für den ORF in den Bereichen Erwachsenenbildung, Jugendbildung, Schulfunk und Wissenschaft. Er war Lehrbeauftragter für Rhetorik (Emanzipatorische Rhetorik) an der WU Wien.
Im Jahr 1987 gründete er den Ephelant Verlag.

## Anerkennungen
- Berufstitel Professor

## Herausgeberschaft
- Franz Dannimann: Flüsterwitze und Spottgedichte unterm Hakenkreuz. Böhlau Verlag, Graz Wien 1983,
- Friedrich Heer: Ausgesprochen. Böhlau Verlag, Graz Wien 1983
- Hans Magschok: Rote Spieler. Blaue Blusen. Böhlau Verlag, Graz Wien 1983
- Karl Hans Heinz: E. K. Winter. Ein Katholik zwischen Österreichs Fronten. 1933 – 1938. Böhlau Verlag, Graz Wien 1984
- Erwin Ringel: Die österreichische Seele. 10 Reden über Medizin, Politik, Kunst und Religion. Böhlau Verlag Graz Wien 1984, Europa Verlag Wien Zürich 1991, ISBN 978-3-203-51002-6.
- Hans J. Thalberg: Von der Kunst, Österreicher zu sein. Böhlau, Graz Wien 1984
- Franz Richard Reiter: Unser Kampf. In Frankreich für Österreich. Böhlau, Graz Wien 1984
- Karl Röder: Nachtwache. 10 Jahre KZ Dachau und Flossenbürg. Autobiografie 1934–1947, Böhlau, Graz Wien 1985
- Leopold Ungar: Die Weltanschauung Gottes. Ephelant Verlag, Wien 1987
- Monika Horsky: Man muß darüber reden. Schüler fragen KZ-Häftlinge. Ephelant Verlag, Wien 1988, 2015 bis 2016
- Richard Picker: Österreichisch-katholisch. Ephelant Verlag, Wien 1990
- Erwin Ringel: Fürchte den anderen wie dich selbst. Ephelant Verlag, Wien 1991
- Franz Theodor Csokor: Auch heute noch nicht an Land. Briefe und Gedichte aus dem Exil. Ephelant Verlag, Wien 1993
- Hans Escher: Zeichnungen. Ephelant Verlag, Wien 1993
- Franz Theodor Csokor: 3. November 1918. Der verlorene Sohn. Gottes General. Ephelant Verlag, Wien 1993
- Wer war Leopold Ungar? Ephelant Verlag, Wien 1994
- Wer war Viktor Matejka? Ephelant Verlag, Wien 1994
- Heinrich Sussmann 1904–1986. Ephelant Verlag, zusammen mit der „Anni und Heinrich Sussmann Stiftung“, Wien 1995
- Wer war Erwin Ringel? Ephelant Verlag, Wien 1995
- Wer war Rosa Jochmann? Ephelant Verlag, Wien 1997
- Franz Theodor Csokor: Als Zivilist im Balkankrieg. Ephelant Verlag, Wien 2000
- Wer war Bruno Kreisky? Ephelant Verlag, Wien 2000
- Franz Dannimann: Flüsterwitze und Spottgedichte unterm Hakenkreuz. Ephelant Verlag, Wien 2001
- Michael Guttenbrunner: Politische Gedichte. Ephelant Verlag, Wien 2001
- „Sein Kampf“. Antwort an Hitler von Irene Harand, Ephelant Verlag, Wien 2005
- F. R. Reiter: Notre Combat, Le Temps des Cerises. Paris 1998
- Hundert Österreicherinnen und Österreicher. 100 Vorschläge für ein besseres Österreich. Ephelant Verlag, Wien 2006
- 100 Vorschläge für ein besseres Österreich. DVD, Ephelant Verlag, Wien 2006
- Dietmar Schönherr: Liberté und die Wölfe, Ephelant Verlag, Wien 2006
- Hermann Langbein: Die Stärkeren. Ein Bericht aus Auschwitz und anderen Konzentrationslagern. Ephelant Verlag, Wien 2008
- Iakovos Kambanellis: Die Freiheit kam im Mai. Ephelant Verlag, Wien 2010
- Iakovos Kambanellis, Mikis Theodorakis: Mauthausen Cantata. Ephelant Verlag, Wien 2010
- Dietmar Schönherr: Begrabt mein Herz am Fuße des Berges. Ephelant Verlag, Wien 2011
- Dietmar Schönherr: Job und der Frieden. Ephelant Verlag, Wien 2014
- Heinz Fischer: Einer im Vordergrund. Taras Borodajkewycz. Ephelant Verlag, Wien 2015
- Elena Strubakis / Christian Angerer: Gute Zeichen. Ephelant Verlag, Wien 2018
- Helmut Korherr: Für ein gutes Heute und ein besseres Morgen. Ephelant Verlag, Wien 2020
- Karl Röder: Nachtwache. 10 Jahre KZ Dachau, Flossenbürg und Dirlewanger. Ephelant Verlag, Wien 2022
- Iakovos Kambanellis: Brief an Orest. Das Abendmahl. An einer Nebenstrasse Thebens. Ephelant Verlag, Wien 2023
- Samuel Georg Sussmann: Ich wäre gern dabei gewesen. Meine Eltern, Kämpfer, Fälscher, Liebende und ich. Ephelant Verlag, Wien 2024